# Imari (Saga)
Imari (伊万里市 Imari-shi?) es una ciudad japonesa de la prefectura de Saga fundada el 1 de abril de 1954 y con una población cercana a los 60.000 habitantes.

## Geografía
La localidad de Imari se sitúa al oeste de Fukuoka y Saga, en el zona de la desembocadura del río homónimo. La montaña Hachiman, de 764 metros, es el punto más alto del municipio.

## Historia
La ciudad de Imari es de moderna creación, exactamente del 1 de abril de 1954, cuando se fusionaron las ciudades de Imari (伊万里町) y Yamashiro (山代町) con siete pueblos más: (東山代村, 黒川村, 波多津村, 南波多村, 大川村, 松浦村 y 二里村) en Nishimatsuura-gun (Saga). Uno de sus barrios ha sido siempre Arita, pueblo en el que se realiza la famosa porcelana de Imari.

## Barrios de Imari

### Prefectura de Saga
- - Arita
  - Karatsu
  - Takeo

### Prefectura de Nagasaki
- - Sasebo
  - Matsuura